# Scapania carinthiaca
Scapania carinthiaca ist eine Lebermoosart der Ordnung Lophoziales.

## Merkmale
Die Pflanzen werden bis zu einem Zentimeter lang und sind gelbgrün. Die Blätter sind bis zur Hälfte in zwei Lappen geteilt. Diese sind ganzrandig und stumpf und haben aufgesetzte Spitzchen. Sie sind kaum gekielt. Die Laminazellen haben verdickte Ecken, am Blattrand sind die Zellwände dicker und saumartig. Die Brutkörper sind einzellig und braun.

## Verbreitung und Standorte
Die Art hat eine subarktisch-alpine Verbreitung und kommt in den Alpen, in Schweden, Sibirien und Nordamerika vor. Sie ist allgemein sehr selten. In Deutschland ist sie auf das Gebiet um Garmisch-Partenkirchen beschränkt. Sie wächst auf morschem Holz.